# Mailänder Modewoche
Die Mailänder Modewoche (italienisch Settimana della moda di Milano bzw. Milano Moda, englisch Milan Fashion Week) ist eine viermal im Jahr stattfindende Modemesse in Mailand bei der jeweils innerhalb ca. einer Woche weltweit renommierte Modemarken im Rahmen von Modenschauen und Präsentationen je ihre Damen- und Herrenmode einem internationalen Publikum vorstellen.
Mailand gehört mit Paris, New York und London zu den Big Four, den vier weltweit bedeutendsten Austragungsorten von Modenschauen etablierter Top-Modemarken. Die Mailänder Modewochen spielen in der Herrenmode vor Paris, New York, London und Berlin weltweit die bedeutendste Rolle. Nach Paris blickt die Modewelt auch in der Damenmode vor New York, London und Berlin auf Mailand.

## Termine
Im Januar und Juni eines jeden Jahres findet die Milano Moda Uomo für Herrenmode, Ende Februar und im September die Milano Moda Donna für Damenmode statt. Die Entwürfe werden jeweils ca. ein Jahr vor der jeweiligen Saison präsentiert: im Januar und Februar werden die Modelle für die Herbst/Winter Saison des Folgejahres vorgeführt, im Juni und September für die Frühjahr-/Sommer-Saison des Folgejahres. Organisiert werden die Modewochen vom italienischen Modeverband Camera nazionale della moda italiana (CNMI), welcher seit 1958 besteht. Direkt im Anschluss an die Mailänder Modewochen beginnen jedes Jahr die Pariser Modenschauen. Zeitlich vor den Mailänder Modewochen für Damen findet Anfang Februar und Anfang September jedes Jahr die New York Fashion Week statt, gefolgt von der London Fashion Week. In New York und London werden die Damen- und Herrenkollektionen zusammen innerhalb einer Woche zweimal im Jahr vorgeführt. Direkt vor den Mailänder Modewochen für Herren findet in Florenz die Pitti Immagine Uomo statt.

## Geschichte
Die italienische Modeindustrie fand sich in der Nachkriegszeit erstmals 1951 in Florenz zu einer Modenschau für ein internationales Publikum ein. Daraus entwickelte sich die bis heute existente florentinische Modemesse Pitti Immagine. Obwohl die CNMI bereits 1958 in Mailand gegründet wurde, wurde mit der Milanovendemoda erst 1969 eine bedeutende Modemesse in Mailand etabliert. Und erst ab Mitte der 1970er Jahre, als die heute großen italienischen Modemarken wie Giorgio Armani, Versace, Gianfranco Ferré, Laura Biagiotti, Roberto Cavalli oder auch Iceberg und Byblos allmählich ins Leben gerufen wurden und die Konfektionsmode weiter auf dem Vormarsch war, entstand in Mailand die Idee, eine zentral organisierte Modewoche für Designermarken zu etablieren. Top-Marken wie Gucci und Fendi lancierten in dieser Zeit ihre Bekleidungs-Sparten. 1978 wurde daher die Damenmodemesse Modit ins Leben gerufen und im gleichen Jahr das Centro Sfilate, aus dem später als Rahmen für die Top-Designermarken die Milano Collezioni wurden. In den 1980er Jahren kamen italienische Modemarken wie Alberta Ferretti (1980), Luciano Soprani (1982), Enrico Coveri (1982), Moschino (1983) oder Dolce & Gabbana (1984) auf den Markt. Trussardi (1983) und Prada (1988) begannen mit der Produktion von Bekleidung. Die italienische Modeindustrie gewann weltweit zunehmend an Bedeutung.
Milanovendemoda und Modit taten sich 1994 zusammen und formierten La moda a Milano bzw. Modamilano, welche schließlich in Milano Collezioni umbenannt wurde. 2003 trennten sich Modit und Milanovendemoda (seit 2009 MI Milano) wieder. Aus den Milano Collezioni Donna (Damenmode) und Milano Collezioni Uomo (Herrenmode) wurden schließlich die bis heute so genannten und von der CNMI organisierten Modewochen Milano Moda Donna und Milano Moda Uomo.

## Modemarken
Neben den aufwendigen und kostenintensiven Laufsteg-Vorführungen zeigen einige italienische und internationale Top-Designermarken ihre Entwürfe während der Mailänder Modewochen auch im Rahmen sogenannter Präsentationen in Showrooms.
Damenmode (am Beispiel Februar 2011, unvollständige Liste, insgesamt ca. 70 Modenschauen)
Aigner, Alberta Ferretti, Antonio Marras, Angelo Marani, Aquilano Rimondi, Armani, Bally, Bottega Veneta, Brioni, Byblos, C'N'C Costume National (Damen- und Herrenmode), D&G, Dolce & Gabbana, Dsquared², Emilio Pucci, Ermanno Scervino, Fendi, Gaetano Navarra, Gianfranco Ferré, Gucci, Jil Sander, John Richmond, Les Copains, Loro Piana, Krizia, Laura Biagiotti, Marni, Max Mara, Mila Schön, Missoni, Moschino, Prada, Roberto Cavalli, Roccobarocco, Salvatore Ferragamo, Trussardi, Versace, Woolrich
Herrenmode (am Beispiel Juni 2011, unvollständige Liste, insgesamt ca. 40 Modenschauen)
Alexander McQueen, Armani, Bally, Bottega Veneta, Brioni, Burberry Prorsum, Calvin Klein Collection, Canali, Costume National Homme, D&G, Dirk Bikkembergs, Dolce & Gabbana, Dsquared², Etro, Gucci, Iceberg, Jil Sander, John Richmond, John Varvatos, Marc Jacobs, Missoni, Moncler, Nicole Farhi, Prada, Neil Barrett, Pringle of Scotland, Roberto Cavalli, Salvatore Ferragamo, Trussardi, Versace, Vivienne Westwood, Woolrich, Zegna